# Дорожные неприятности
«Дорожные неприятности» (англ. Traffic Troubles) — двадцать седьмой мультфильм с участием Микки Мауса. Чёрно-белый комедийный мультфильм Walt Disney Productions. Премьера в США 14 марта 1931 года.

## История создания
Уолт Дисней получил штраф по дороге в студию, о чем он с сожалением и яростью принялся рассказывать своим сотрудникам, однако Уолт всегда обыгрывал свои рассказы и в процессе представления своего разговора с полицейским он увидел в ситуации юмор, после чего эпизод стал основой для создания мультфильма. Уолт стал рассказывать ситуацию другим людям, меняя диалог и добавляя детали, так, что она становилась все смешнее и смешнее, пока не понял, что сюжет действительно работает.

## Сюжет
Микки Маус (в роли таксиста) едет на своём живом автомобиле в поисках пассажира. Его останавливает толстый свин. Остановившись в середине дороги, Микки образует длинную пробку. В то время, когда мышонок пытается просунуть толстого пассажира внутри автомобиля к нему подходит разозлившийся полицейский. Он не доволен, тем что Микки образовал пробку и угрожающе даёт ему предупреждение. Испугавшийся Микки просит прощения и наконец-то просунув своего пассажира внутри автомобиля, едет. Но вдруг, он натыкается на лужу грязи и не замечает, как роняет своего пассажира в лужу. Микки паркуется и заметив пропажу пассажира, грустно вздыхает. Внезапно он видит Минни, которая куда-то спешит и предлагает подвести. Машина весело едет под звуком игры Минни на гармошке, но вдруг протыкается колесо. Машина плачет и Микки-таксист пытается выдуть колесо разными способами, но ничего не получается. В это время к нему на велосипеде подъезжает Пит-торговец. Он предлагает ему чудесное лекарство, которое заставит машину ехать без колес и затрат. Он проливает чудесное «лекарство» в бак автомобиля, которое становиться неуправляемым и бешено едет без своего водителя. Микки пытается догнать свою машину и спасти Минни. Обезумевшая машина едет по ферме и пугает местных животных, которые разбегаются при его виде. После комичной погони, машина врезывается в курятник. Машина разбилась на части, а у Микки и Минни всё покрыто куриными перьями. Но они не унывают и изображают из себя кур.

## Роли озвучивали
- Уолт Дисней — Микки Маус и Пит
- Марселлит Гарнер — Минни Маус
- Пинто Колвиг — полицейский

## Награды
- Микки Маус получил звезду на аллее славы в Голливуде.
- В 1932 году Уолт Дисней получил Премию «Оскар» за выдающиеся заслуги в кинематографе — За создание Микки Мауса.